# René Reinert

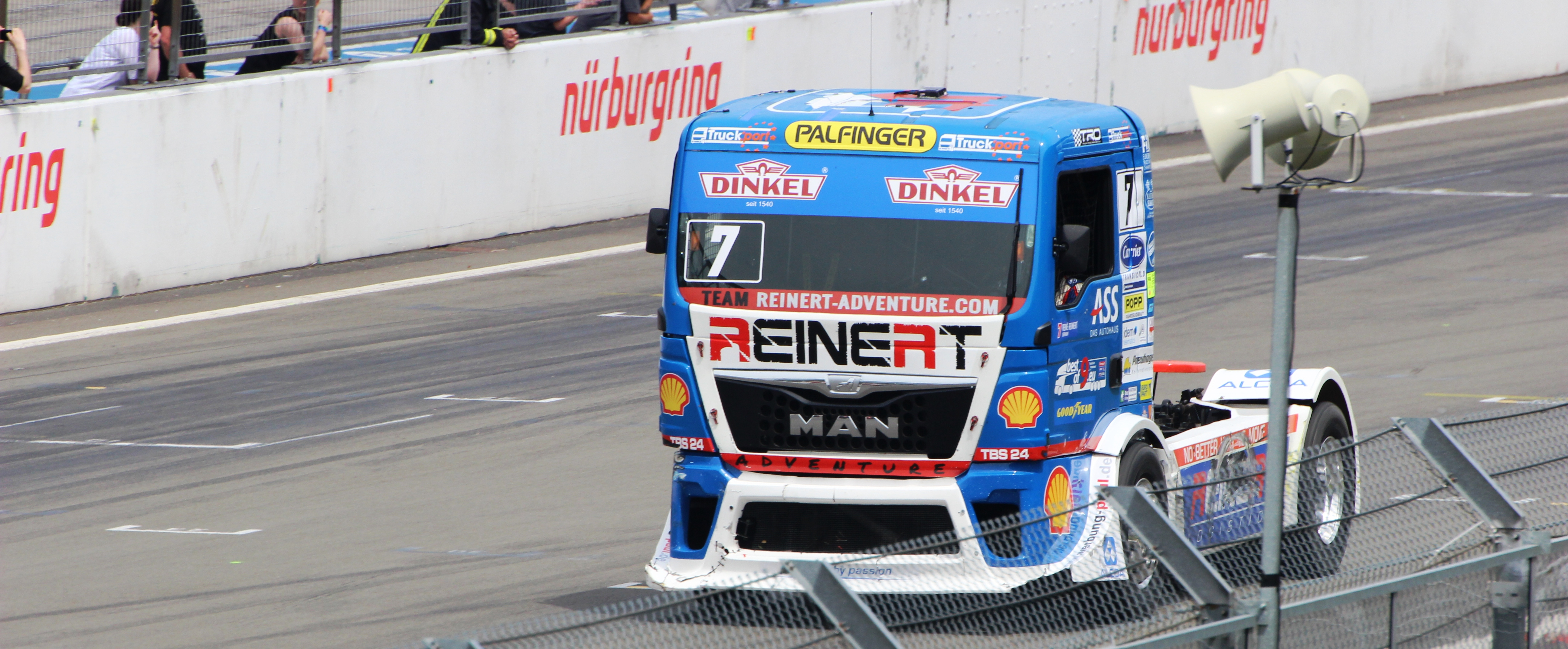
René Reinerts blau-weißer MAN-Renntruck mit der Nr. 7 beim Rennen am Nürburgring (Truck-Racing-Europameisterschaft 2015)

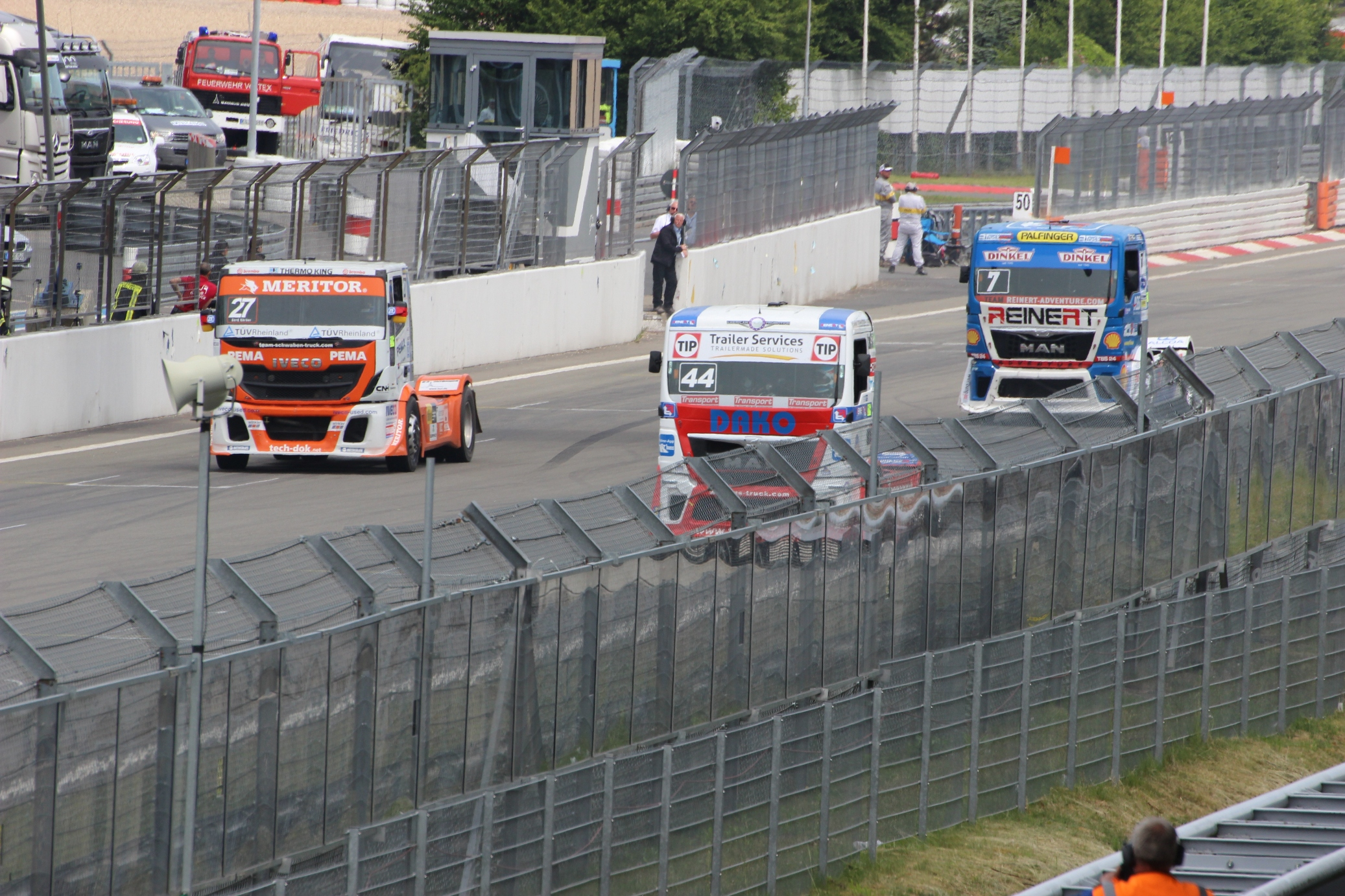
Von links nach rechts: Iveco-Renn-Lkw von Altmeister Gerd Körber (Nr. 27), 2. MAN-Renntruck des Teams Reinert Racing, pilotiert von Steffi Halm (Nr. 44) und René Reinerts blau-weißer Renn-Lkw (Nr. 7) 2015 am Nürburgring

René Reinert (* 7. Dezember 1970) ist ein deutscher Truckrennfahrer und Logistikunternehmer.

## Karriere
René Reinert nimmt seit 2012 als Fahrer für das Team Reinert Racing an der Truck-Racing-Europameisterschaft erfolgreich teil. Seitdem hat er sich in der Tabelle Stück für Stück nach oben gearbeitet und beendete so die  Europameisterschaft 2015 auf Platz 6 der Tabelle und Platz 3 in der Team-Wertung. Dabei fährt er einen blau-weißen Renn-Lkw der Marke MAN, der je nach Saison unterschiedliche Startnummern trägt: 2012 bis 2014 war es die Nr. 77, 2015 die Nr. 7.

## Erfolge
- 2012: 12. Platz in der Gesamtwertung
- 2013: 9. Platz in der Gesamtwertung
- 2014: 7. Platz in der Gesamtwertung, 3. in der Team-Wertung zusammen mit Jochen Hahn als Team Reinert Adventure
- 2015: 6. Platz in der Gesamtwertung, 3. in der Team-Wertung zusammen mit Jochen Hahn als Team Reinert Adventure
- 2016: 3. Platz in der Gesamtwertung, Sieger der Team-Wertung zusammen mit Jochen Hahn als Team Reinert Adventure
- 2017: official break
- 2018: 7. Platz in der Gesamtwertung, 2. Platz in der Team-Wertung zusammen mit Sascha Lenz als Team Reinert Adventure
- 2019: 7. Platz in der Gesamtwertung
- 2022: 15. Platz in der Gesamtwertung